# Valerianella eriocarpa var. eriocarpa
Valerianella eriocarpa subsp. eriocarpa é uma variedade de planta com flor pertencente à família Valerianaceae. 
A autoridade científica da variedade é Desv., tendo sido publicada em J. Bot. (Desvaux) 2: 314, pl. 11 fig. 2 (1809).

## Portugal
Trata-se de uma variedade presente no território português, nomeadamente em Portugal Continental.
Em termos de naturalidade é nativa da região atrás indicada.

## Protecção
Não se encontra protegida por legislação portuguesa ou da Comunidade Europeia.